# Pic Little Bear
Pour les articles homonymes, voir Little Bear.
Le pic Little Bear, en anglais Little Bear Peak, est un sommet montagneux américain à la frontière du comté d'Alamosa et du comté de Costilla, au Colorado. Il culmine à 4 278 mètres d'altitude dans la sierra Blanca. Il est protégé au sein de la forêt nationale de Rio Grande.